# Límni Amvrakía
Límni Amvrakía är en sjö i Grekland.   Den ligger i prefekturen Nomós Aitolías kai Akarnanías och regionen Västra Grekland, i den centrala delen av landet, 240 km väster om huvudstaden Aten. Límni Amvrakía ligger 14 meter över havet. Arean är 12,1 kvadratkilometer. Trakten runt Límni Amvrakía består till största delen av jordbruksmark. Den sträcker sig 9,5 kilometer i nord-sydlig riktning, och 4,0 kilometer i öst-västlig riktning.
Följande samhällen ligger vid Límni Amvrakía:
- Rívio (208 invånare)